# Between Showers
Between Showers (Alternativtitel: Charlie and the Umbrella) ist ein Slapstick-Kurzfilm. Der am 28. Februar 1914 veröffentlichte Schwarzweiß-Stummfilm zeigt Charlie Chaplin in seiner späteren Paraderolle als Tramp, einem linkischen Anzugträger mit Melone und viel zu großer Hose.

## Handlung
Der Dieb Mr. Snookie, der kurz zuvor aus dem Vorgarten eines Polizisten einen Schirm gestohlen hat, sieht eine junge Dame am Straßenrand stehen, die nicht über die Straße zu kommen weiß, weil ein Regenschauer die Gosse in einen breiten Bach verwandelt hat. Lüstern nähert er sich ihr und bietet ihr seine Hilfe an. Er will auf einer naheliegenden Baustelle eine Planke holen und drückt ihr so lange den Schirm in die Hand. Da kommt der Tramp vorbei und hat – wahrscheinlich mit Blick auf den Schirm – dieselbe Idee. Als die beiden Kavaliere mit dicken Balken zurückgekehrt sind, ist die Dame weg – ein Polizist hat sie bereits über die Gosse hinweg getragen. Snookie eilt ihr hinterher und will vehement 'seinen' Schirm zurück, was die Dame verweigert. Es kommt zu Auseinandersetzungen zwischen der Dame, Snookie und den die Dame verteidigenden Tramp. Schließlich hat die Dame den Schirm wieder, aber Snookie holt nun einen Polizisten herbei. Inzwischen hat der Tramp der Dame den Schirm abgeschwatzt und erfreut sich seines neuen Utensils. Snookie entreißt dem Tramp dem Schirm und zeigt ihn dem Polizisten, der seinen eigenen Schirm wiedererkennt und Snookie festnimmt. 